# VLB Berlin

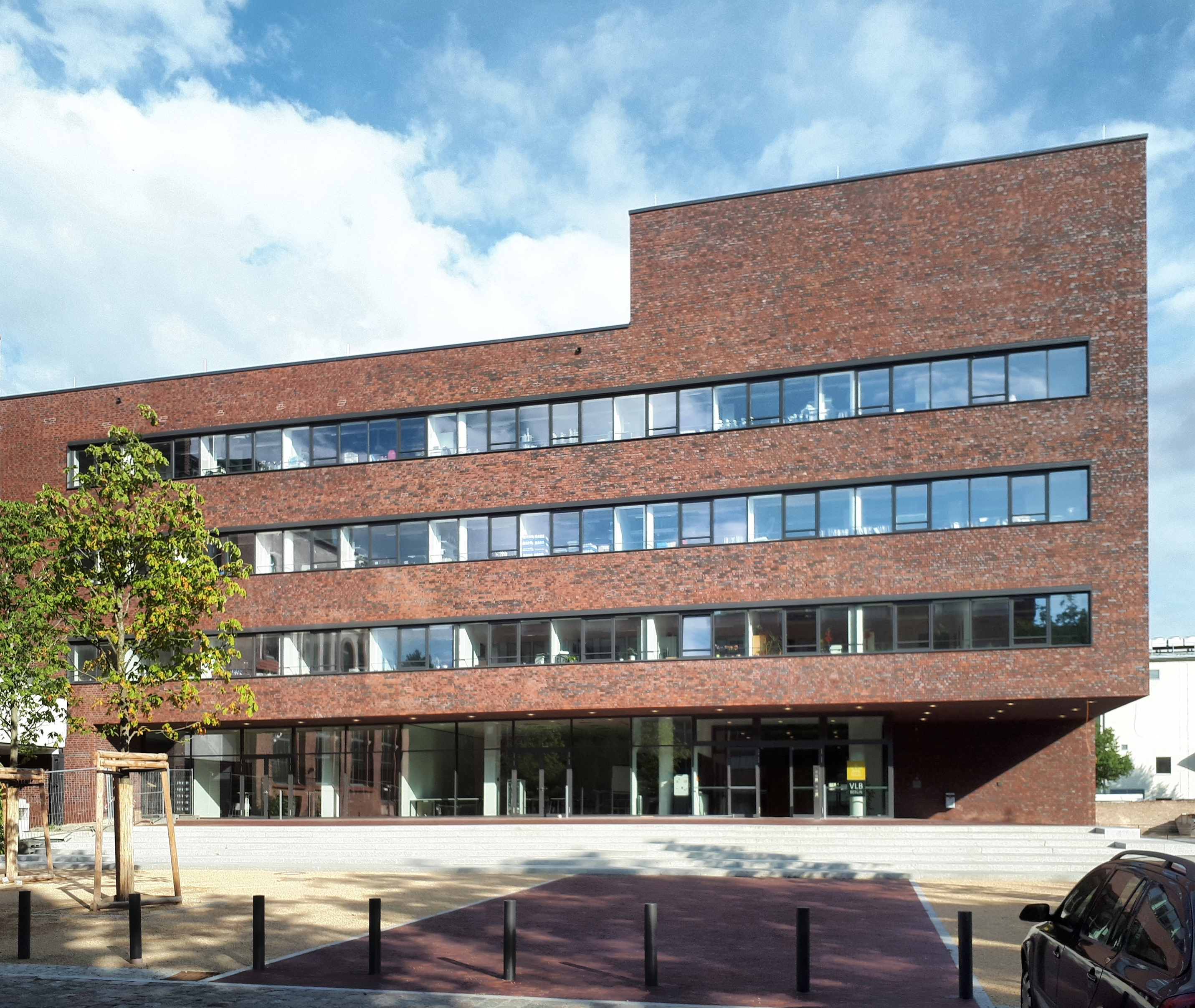

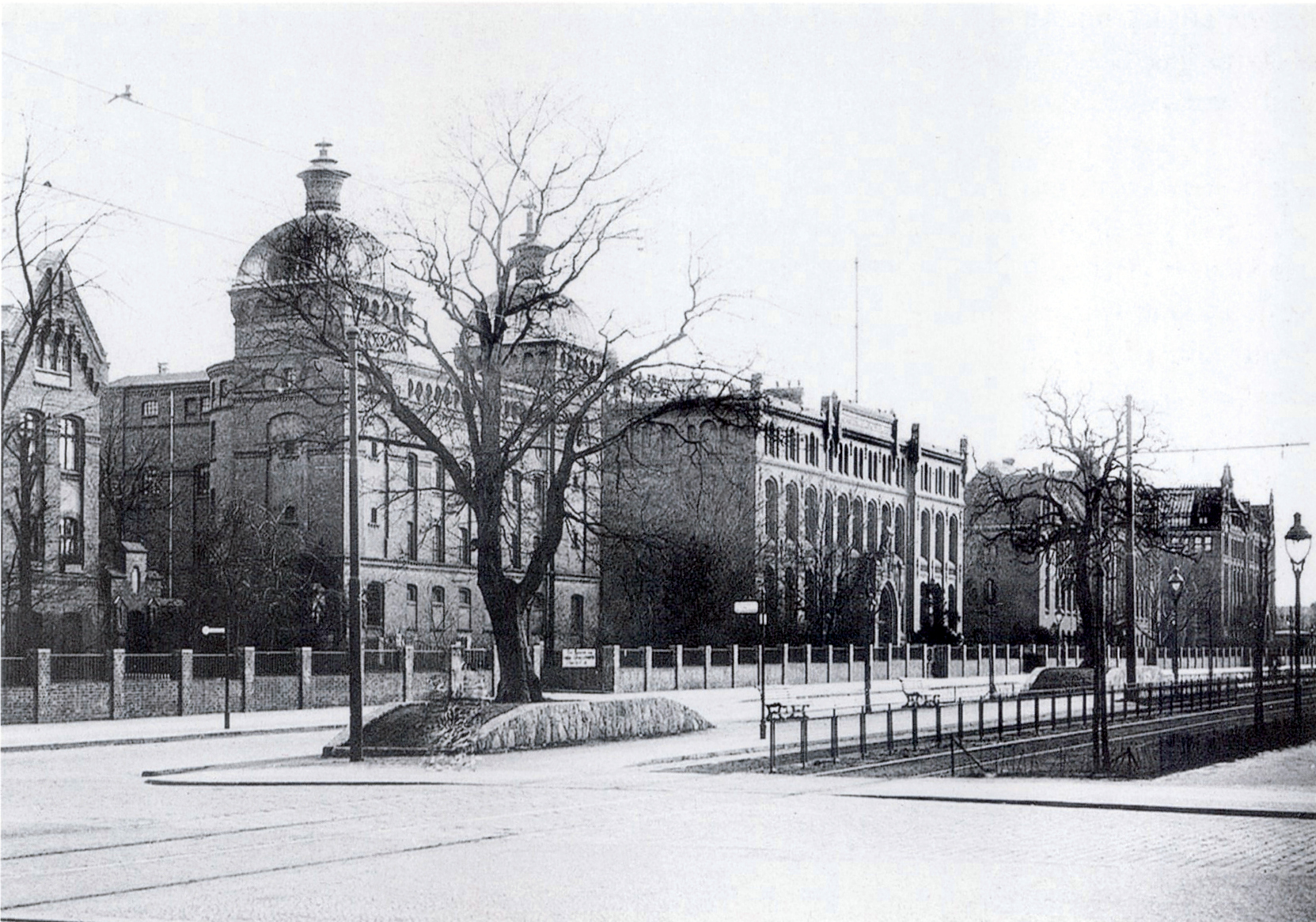
Berlin-Wedding, Seestraße, Versuchs- und Lehrbrauerei, 1910

Le VLB Berlin (Versuch- und Lehranstalt für Brauerei in Berlin) est une association à but non lucratif pour la recherche et l'éducation des technologies de brassage. Le VLB est situé à Berlin-Wedding. Le VLB a été fondé en 1883, puis relocalisé en 1898 à son emplacement actuel sur Seestr. 13.
Entre 1898 et 1981, le VLB a hébergé la Hochschul Brauerei, soit l'université de brassage.

## Cours
En collaboration avec l'université technique de Berlin, le VLB propose jusqu'en 2019 le cours de Maître-brasseur certifié, cursus de six mois avec des cours dispensés en anglais ou en russe. Des brasseurs du monde entier ont suivi ces cours.

## Les Bibliothèques
Dans les nouveaux locaux du VLB se trouvent deux bibliothèques des sciences du brassage. Les bibliothèques ne sont pas uniquement accessibles aux membres du VLB et du GGB, mais également à tous les étudiants, scientifiques et individus intéressés par les sciences du brassage.  
Axel-Simon-Bibliothek
La nouvelle bibliothèque spécialisée du VLB pour la biotechnologie et la fermentation a été nommée en l'honneur de Axel Th. Simon, ancien président du VLB et du GGB. La bibliothèque Axel-Simon contient près de 10 000 livres, 2 000 dissertations et thèses, ainsi que 12 000 volumes de périodiques.
Schultze-Berndt-Bibliothek
Tout comme l'ancienne bibliothèque Lorberg de l'Institut de fermentation, la bibliothqie Schultze-Berndt du Gesellschaft für Geschichte des Brauwesens comprend 5 000 livres. La bibliothèque a été nommée en l'honner de Hans Günter Schultze-Berndt (1927–1996), chef de la direction du VLB. Le catalogue de la bibliothèque est accessible en ligne.

## La Littérature
- Olaf Hendel, Wiebke Nöthlich-Künnemann, Michaela Knör: 125 Jahre Versuchs- und Lehranstalt für Brauerei in Berlin. VLB Berlin, Berlin 2008,  (ISBN 978-3-921690-59-8).
- 100 Jahre Versuchs- und Lehranstalt für Brauerei in Berlin (VLB). Redaktion Hans Günter Schultze-Berndt, VLB: Berlin 1983  (ISBN 3-921690-25-0).
- Fünfundsiebzig Jahre VLB. Versuchs- und Lehranstalt für Brauerei in Berlin. VLB: Berlin 1958